# Аквариумный термометр
Аквариумный термометр — прибор для измерения температуры воды в аквариуме.
Аквариумный термометр используется для контроля температуры в аквариуме. Обычно устанавливается на чистой и ровной поверхности в среднем слое воды и доступном для визуального наблюдения месте, где есть небольшой ток воды, но не вплотную к обогревателю.

## Устанавливаемый внутри аквариума

### Жидкостный термометр
В качестве индикатора температуры используется спирт с примесью красного красящего вещества. Ртуть не используется.
Принцип действия основан на изменении объёма спирта при изменении температуры окружающей среды.
Состоит из стеклянной колбы с температурной шкалой, на которой расположена еще одна колба, частично наполненная спиртом.
С помощью присоски крепится к стенке аквариума.
Недостатки:
- Хрупкий
- Плохо устанавливается на неровную поверхность

Преимущества:
- Низкая стоимость

### Электронный термометр с внешним электрическим датчиком температуры
В качестве индикатора температуры используется дисплей.
Принцип действия основан на изменении сопротивления проводника (датчика температуры) при изменении температуры окружающей среды.
Состоит из проводника, который соединен электрическим проводом с корпусом. В корпус встроен дисплей для отображения температуры в цифровом виде.
Датчик температуры может крепиться с помощью присоски внутри аквариума.
Недостатки:
- Необходима периодическая замена элемента питания
- Высокая цена

Преимущества:
- Высокая точность
- Возможно наличие дополнительных функций (например, звуковой сигнализатор критичных для аквариума температур).

## Устанавливаемый с внешней стороны аквариума

### Клеящийся гибкий термометр
В качестве индикатора используется термочувствительная краска.
Принцип действия основан на свойстве некоторых веществ изменять свою кристаллическую структуру и цвет при нагревании.
Состоит из гибкой подложки на полимерной основе, с одной стороны которой нанесено клеящееся вещество, а с другой — термохимическая краска в виде шкалы температур.
Недостатки:
- Затруднено перемещение на новое место. Количество таких перемещений ограничено
- Низкая точность показаний температуры
- Показания температуры могут зависеть от температуры воздуха возле аквариума

Преимущества:
- Устойчив к повреждениям
- Идеален для установки на неровную поверхность

### Электронные термометр с встроенным электрическим датчиком температуры
В качестве индикатора температуры используется дисплей.
Принцип действия основан на изменении сопротивления проводника (датчика температуры) при изменении температуры окружающей среды.
В водозащитный корпус встроен дисплей для отображения температуры в цифровом виде и датчик температуры. Крепится с помощью присоски внутри аквариума.
Недостатки:
- Необходима периодическая замена элемента питания
- Высокая цена
- Плохо устанавливается на неровную поверхность
- Затруднена установка в запущенный аквариум

Преимущества:
- Высокая точность